# 마르셀 알렉상드르 베르트랑

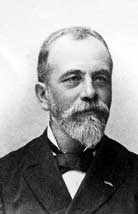
마르셀 알렉상드르 베르트랑

마르셀 알렉상드르 베르트랑(Marcel Alexandre Bertrand, 1847년 7월 2일 ~ 1907년 2월 13일)은 프랑스의 지질학자이다.
습곡산맥을 이루고 있는 알프스의 형성에 대하여 연구하였다.